# Xishuangbanna
Xishuangbanna (forenklet kinesisk: 西双版纳; traditionel kinesisk: 西雙版納; pinyin: Xīshuāngbǎnnà; Wade-Giles: Hsī-shuāng-pǎn-nà) er et autonomt præfektur for Dai-folket og ligger i provinsen Yunnan i Folkerepublikken Kina ved grænsen til Myanmar og Laos. Det autonome præfektur har et areal på ca. 19.724,5 km², hvoraf 95% er bjergområder. Der er 900.000 indbyggere, med en befolkningstæthed på 46 indb./km² (2007). Hovedstaden Jinghong ligger ved bredden af floden Lancan Jiang som er det kinesiske navn for Mekongfloden.

## Administrative enheder
Det autonome præfektur Xishuangbanna har jurisdiktion over et byamt (市 shì) og 2 amter (县 xiàn).
| Kort                    | Kort     | Kort   | Kort         | Kort                   | Kort        | Kort      |
| ----------------------- | -------- | ------ | ------------ | ---------------------- | ----------- | --------- |
| Kort over Xishuangbanna |          |        |              |                        |             |           |
| #                       | Navn     | Hanzi  | Pinyin       | Befolkning (2003 est.) | Areal (km²) | Indb./km² |
| Byamt                   |          |        |              |                        |             |           |
| 1                       | Jinghong | 景洪市 | Jǐnghóng Shì | 370.000                | 7.133       | 52        |
| Amter                   |          |        |              |                        |             |           |
| 2                       | Menghai  | 勐海县 | Měnghǎi Xiàn | 300.000                | 5.511       | 54        |
| 3                       | Mengla   | 勐腊县 | Měnglà Xiàn  | 200.000                | 7.056       | 28        |

## Etnisk sammensætning
| Folkegruppe       | Antal   | Andel  |
| ----------------- | ------- | ------ |
| Dai               | 296.930 | 29,89% |
| Han               | 289.181 | 29,11% |
| Hani              | 186.067 | 18,73% |
| Yi                | 55.772  | 5,61%  |
| Lahu              | 55.548  | 5,59%  |
| Blang             | 36.453  | 3,67%  |
| Jino              | 20.199  | 2,03%  |
| Yao               | 18.679  | 1,88%  |
| Miao              | 11.037  | 1,11%  |
| Bai               | 5.931   | 0,6%   |
| ukendt/udefineret | 5.640   | 0,57%  |
| Hui               | 3.911   | 0,39%  |
| Wa                | 3.112   | 0,31%  |
| Zhuang            | 2.130   | 0,21%  |
| Andre             | 2.807   | 0,3%   |

22°00′N 100°48′Ø / 22.000°N 100.800°Ø